# Сражение под Переяславлем (1149)
Сражение под Переяславлем — эпизод междоусобной войны между Изяславом Мстиславичем и Юрием Долгоруким и их союзниками, в котором Юрий разбил Изяслава, после чего впервые занял киевский престол.

## Ход событий
В начале 1149 года Изяслав с новгородцами и смолянами предпринял разорительный поход в поволжские владения Юрия. Поводом для ответного выступления стало лишение Изяславом владений на юге Ростислава Юрьевича по обвинению в заговоре.
Владимир Мстиславич с Чёрными Клобуками составил гарнизон Переяславля. Юрий использовал расчленённый по фронту боевой порядок, поставив своих сыновей на правый фланг, а Святослава Ольговича на левый.
В разгар битвы переяславцы отказались сражаться против Юрия и уселись на свои щиты.
Вслед за победой в сражении Юрий овладел Переяславлем, а вскоре и Киевом (киевляне не желали поднять руку на сына Мономахова).